# 泰勒·尤利斯
泰勒·尤利斯（英語：Tyler Ulis，1996年1月5日—），美国职业篮球运动员，司职控球后卫。

## 早年经历
2014年，泰勒·尤利斯进入肯塔基大学。
2015-16赛季，泰勒·尤利斯场均得到17.3分、3.0个篮板、7.0次助攻和1.6次抢断，投篮命中率为43.4%，三分命中率为34.4%，获得鲍勃·库西奖（即全美最佳控卫奖），入选全美最佳阵容一队（成为自1958年以来获此殊荣最矮的球员）。泰勒赛季累计送出246次助攻，创肯塔基大学队史单赛季纪录。

## 职业生涯
2016年6月24日NBA选秀，泰勒·尤利斯在第二轮总第34顺位被菲尼克斯太阳选中。
2016年7月8日，太阳队官方宣布和泰勒·尤利斯正式签约。合同为期4年价值363万美元，其中2018-19赛季、2019-20赛季球队选项。
2017年3月6日，在太阳主场109-106战胜凯尔特人的比赛中，泰勒·尤利斯替补出场33分钟，得到20分，创职业生涯单场得分新高，并在比赛最后时刻命中制胜三分球，绝杀对手。
2017年3月16日，在太阳主场对阵国王的比赛中，泰勒·尤利斯出场39分钟，得到13分13次助攻，创职业生涯单场助攻数新高，并成为太阳队史自1996年11月的史蒂夫·纳什之后首位单场至少得到12分12助攻的新秀球员。
2017年3月31日，在太阳主场118-124不敌快船队的比赛中，泰勒·尤利斯出场40分钟，得到16分13次助攻，追平职业生涯单场助攻纪录。
2017年4月3日，在太阳主场116-123不敌火箭的比赛中，泰勒·尤利斯出场45分钟，得到34分9个篮板9次助攻，刷新职业生涯单场得分、篮板纪录，并创2016届新秀单场得分新高。
2017年4月15日，泰勒·尤利斯当选4月西部最佳新秀。4月份，尤利斯以场均20.7分和6.8次助攻领跑所有新秀，在出战的6场比赛中有4场至少得到20分。
2018年6月30日，根據阿德里安·沃纳罗斯基的爆料，太陽宣佈裁掉後兩年為非保障合約的Tyler Ulis，讓他成為自由球員。

## 生涯数据
| 賽季     | 球隊     | GP  | GS | MPG  | FG%  | 3P%  | FT%  | RPG | APG | SPG | BPG | PPG |
| -------- | -------- | --- | -- | ---- | ---- | ---- | ---- | --- | --- | --- | --- | --- |
| 2016–17  | PHX      | 61  | 15 | 18.4 | .421 | .266 | .775 | 1.6 | 3.7 | .8  | .1  | 7.3 |
| 2017–18  | PHX      | 71  | 43 | 23.4 | .388 | .288 | .832 | 1.8 | 4.4 | 1.0 | .1  | 7.8 |
| 職業生涯 | 職業生涯 | 132 | 58 | 21.1 | .403 | .280 | .808 | 1.7 | 4.1 | .9  | .1  | 7.6 |

## 人物评价
泰勒·尤利斯是一位出色的传球者，对比赛的理解能力超强，长距离投和罚球均不错，对球的处理能力强，是一名领袖型球员，能很好地控制受迫性失误。但缺乏身高，不够敏捷，需要更强壮。
泰勒·尤利斯速度快，赛场视野佳，是挡拆高手，防守积极性不错，是一位好胜如狂打球无私的球队领袖型球员，团队意识出众。尤利斯的缺点也很明显，身高偏矮，在对位身材高大的对手时容易吃亏，尤其在防守端，尽管他的防守意识真不错。作为一名小个子球员，尤利斯的中远投并不稳定。
泰勒·尤利斯属于迷你控卫，有着和年龄不相符的成熟，传球第一，但终结进攻能力令人着急；迅捷的防守者，抢断几率很高。